# 丁渝
丁渝（1920年—1974年），江西临川人。中华人民共和国科学家，波谱学奠基人。

## 生平
1942年，毕业于上海交通大学电机系毕业后，担任昆明西南联大物理系助教。1947年，赴美国俄亥俄州立大学攻读波谱学。1953年获博士学位。1954年，任加拿大国家研究院研究员。1956年回国，任中国科学院原子能研究所研究员，兼北京大学教授、中国科学院高能物理研究所研究员，主要负责加速器新技术研究。著有《波谱学的新近发展》、《相平面分析》等。